# Rien que l'acier
 (juin 2024).

Rien que l'acier (titre original : The Steel Remains) est le premier tome d’une série de dark fantasy écrite par l’auteur britannique Richard Morgan, nommée Terre de Héros (A Land Fit for Heroes), publiée en France par les éditions Bragelonne. Ce premier tome est paru en 2008 puis a été traduit et publié en France en 2010. Les personnages y sont violents, cyniques et parfois amoraux. Ils suivent des objectifs personnels, ce qui éloigne l’œuvre de la high fantasy aux thèmes plus manichéens, et la rapprochent de l’heroic fantasy dans la mesure où l’action se focalise toujours sur un personnage en particulier plutôt qu’un groupe ou une compagnie.

## Thèmes principaux
Rien que l'acier présente des scènes de combat particulièrement brutales et réalistes, un langage vulgaire ainsi qu’une sexualité crue qui l’éloignent du public jeunesse qu’on associe généralement au genre, le tout couplé à une relative absence de morale de la part des protagonistes. L’action se déroule dix années après la grande guerre contre les Écailleux, et l’ombre de celle-ci plane sur les personnages principaux.
Les thèmes principaux du livre sont la guerre et la violence, la sexualité, la nostalgie et les remords.

## Les personnages
- Ringil est un ancien combattant de la guerre contre les Écailleux qui vit seul, rejeté par sa famille en raison de son homosexualité. Sa mère finit par le solliciter, elle veut utiliser ses talents de guerrier et sa connaissance des milieux illégaux pour retrouver Shérin, sa cousine qui a été vendue comme esclave. Ringil reprend alors son épée surnommée l'Amie des Corbeaux, même si sa mission ne lui importe pas tant que ça.

- Egar, surnommé le Tueur de Dragons, est un nomade des steppes qui s’est illustré pendant les combats face aux Écailleux, à la Passe des Gibets, mais qu’on a désormais oublié. Il est retourné dans sa tribu mais a fini par s’exaspérer du chamane local et s'est mis la population à dos. Ses propres frères essayent de l’assassiner, si bien qu’il doit fuir. Sans attache, il finira par se rallier à Ringil et Dame Archeth lors de la bataille clôturant le premier tome.

- Dame Archeth est une métis Kiriath, la dernière de son espèce. C’est une combattante au service de l’Empire qui regrette de ne pas être partie avec les siens lorsque les derniers portails (dont on suppose qu'ils mènent vers le monde des Kiriaths) se sont refermés après la grande guerre. Elle n'hésite pas à afficher ouvertement son homosexualité, pas plus qu'à affronter des membres de l'Église pour servir l'Empereur d'Yhelteth.